# Aderus atlasicus
Aderus atlasicus é uma espécie de inseto besouro da família Aderidae. A espécie foi descrita cientificamente por Maurice Pic e Håkan Lindberg em 1932, num artigo chamado Inventa entomologica itineris Hispanici et Maroccani quod a 1926 fecerunt Harald et Hakan Lindberg xii, Anobiidae, Cleridae, Malacodermata, Heteromera (ex parte), que foi publicado na revista Commentationes Biologicae da Societas Scientiarum Fennica.